# کینتوکور

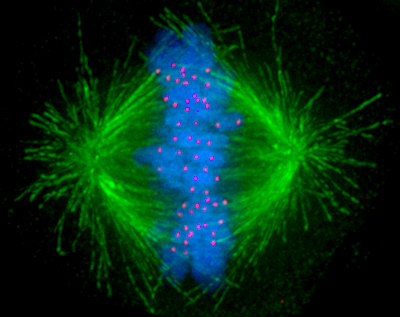
تصویری از یک سلول انسانی که ریزلوله‌ها را به رنگ سبز، کروموزوم‌ها را به رنگ آبی و کینتوکورها را به رنگ صورتی نشان می‌دهد.

کینِـتوکور (انگلیسی: Kinetochore؛ ‏ تلفظ انگلیسی: ‎/kɪˈnɛtəkɔːr/‎؛ ‏ ‎/-ˈniːtəkɔːr/‎) یک ساختار پروتئینی نوع سوم است که روی کروماتید‌ها قرار دارد؛ جایی که رشته‌های دوک تقسیم هنگام تقسیم سلولی برای کشیدن کروماتیدهای خواهری به سمت خود به آن متّصل می‌شوند.